# Timarcha validicornis camoensii
Timarcha validicornis camoensii é uma subespécie de insetos coleópteros polífagos pertencente à família Chrysomelidae.
A autoridade científica da subespécie é Fairmaire, tendo sido descrita no ano de 1873.
Trata-se de uma subespécie presente no território português.